# Geranomyia bicincta bicincta
Geranomyia bicincta bicincta is een ondersoort van de tweevleugelige Geranomyia bicincta uit de familie steltmuggen (Limoniidae). De soort komt voor in het Neotropisch gebied.